# Дикгоф, Любовь Ефимовна
Любо́вь Ефи́мовна Ди́кгоф (Э́мма Сторэ́), (29 декабря 1896, Париж — 8 мая 1969, Жданов) — участница гражданской войны в России, жена эсера А. А. Дикгофа-Деренталя, секретарь и любовница Б. В. Савинкова. Участница савинковских организаций «Народный союз защиты родины и свободы», «Русский политический комитет». Персонаж документального романа Василия Ардаматского «Возмездие» (1967) и художественных фильмов «Крах» (1968) и «Синдикат-2» (1983).

## Биография
Эмма родилась в Париже в 1896 году в семье врачей Сторэ. Училась в одном из парижских лицеев, затем поступила на литературный факультет Сорбонны и стала преподавателем. Мать Мина Ивановна была уроженкой Одессы. Отец рано умер, и девочку воспитывал отчим Ефим Карлович Броуд. В прошлом он также был одесситом, а в Париже оказался в качестве корреспондента московской газеты «Русское слово», проиграв в Монте-Карло казённые деньги будучи частным приставом. Благодаря отчиму Эмма получила ещё одно имя и отчество — Любовь Ефимовна. С юных лет Эмма отличалась прекрасными внешними данными, биографы также упоминают об учёбе Эммы в хореографическом училище, занятиях балетом и её выступлениях на эстраде, а также о кинопробах.
В 1912 году она познакомилась с русским эмигрантом Александром Дикгофом, корреспондентом московской газеты «Русские ведомости», писавшем под псевдонимом А. Деренталь. Вскоре Любовь вышла за него замуж. А. А. Дикгоф-Деренталь был эсером, предположительно он участвовал (по версии историка В. Л. Бурцева) в убийстве Георгия Гапона в 1906 году.
Сотрудничество А. А. Дикгофа-Деренталя с эсерами было эпизодическим. Во время Первой мировой войны Александр Дикгоф, по примеру Бориса Савинкова, вступил добровольцем в ряды французской армии. В эти годы он наиболее близко сошёлся с Савинковым. Вскоре после отречения Николая II А. А. Дикгоф принял решение ехать с женой в революционный Петроград.

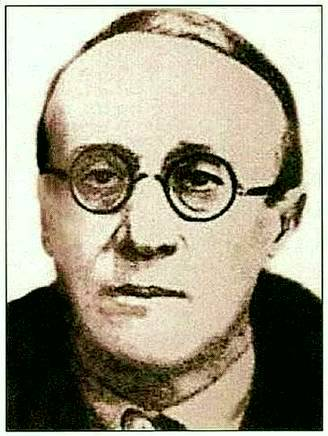
Александр Дикгоф (псевдоним Деренталь) — муж Любови Ефимовны

В Петрограде Любовь Ефимовна близко познакомилась с Борисом Савинковым, хотя благодаря мужу видела его ранее в Париже. Дикгофы поселились в гостинице «Астория», куда Савинков прислал своего адъютанта Флегонта Клепикова с персональным приглашением Любови Дикгоф встретиться с ним в ресторане «Нева». Мельчайшие подробности этой встречи Любовь Ефимовна сохранила в своей памяти до последних дней. Борис Викторович позднее восклицал: «Нас свела в тот вечер сама революция». Между ними завязался роман. Любовь Дикгоф стала секретарём, а несколько позже, в 1919 году, гражданской женой Бориса Викторовича, к этому времени уже дважды женатого (Первая жена Вера Глебовна Успенская, дочь писателя Глеба Успенского; вторая жена Евгения Ивановна Зильберберг).
Связь Любови Дикгоф и Бориса Савинкова не оттолкнула Александра Дикгофа ни от жены, ни от политика-террориста, фактически они жили одной семьёй втроём. Приблизительно в таком же союзе жил другой ближайший сподвижник Бориса Савинкова Дмитрий Философов, — с Зинаидой Гиппиус и Дмитрием Мережковским.
В течение шести лет судьба Любови Дикгоф была прочно связана с политической деятельностью Савинкова. В 1918 году для борьбы с большевиками Савинков, к тому времени порвавший с эсерами, создал военную организацию «Союз защиты Родины и Свободы». После ряда провалов савинковских организаций Савинков и супруги Дикгофы покинули Россию. В результате долгих скитаний через Сибирь, Дальний Восток, Китай, Индокитай и Индийский океан они оказались в Польше. Это было в 1920 году во время советско-польской войны, когда Савинков создал «Русский политический комитет». Однако в 1921 году он и Дикгофы были выдворены из страны. Наступили новые скитания по Европе, остановка во Франции. Всё это время Александр Дикгоф играл роль своеобразного «министра иностранных дел» при савинковской организации.

### Ловушка для Савинкова
В конце концов, Савинков порвал с белым движением, но бурный политический темперамент не позволял ему долгое время бездействовать, его мучила ностальгия по России, он мечтал о поездке на родину. Поэтому, когда ГПУ разработало план операции «Синдикат-2» по завлечению Савинкова в Советский Союз, ему тем легче было согласиться на опасное для него путешествие, узнав, что его опять вызвались сопровождать Александр и Любовь Дикгофы. Особенно Савинков доверял мнению Любови. Как пишет исследователь Генрих Иоффе, если Савинков и отговаривал их от смертельно опасного путешествия, то, по-видимому, не очень настойчиво. «Главную роль тут, скорее всего, сыграла Любовь Ефимовна — последняя любовь Савинкова».
Савинков долго колебался перед поездкой в СССР, но когда решился, отъезд произошёл в полной тайне от всех. Может быть, это обстоятельство позднее позволило утверждать некоторым эмигрантам, когда Савинков был задержан в СССР и предстал перед судом, что именно Дикгофы, и в первую очередь, Любовь Ефимовна, стали главными агентами ГПУ. Савинков из тюрьмы протестовал против очернения репутации Любови Дикгоф.

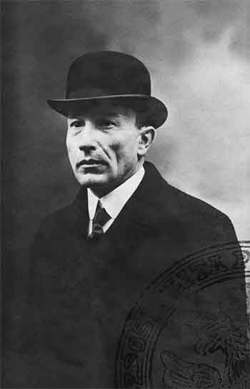
Фото Бориса Савинкова от 5 июля 1920 года с удостоверения Министерства военных дел Речи Посполитой

Так или иначе, 15 августа 1924 года Савинков и супруги Дикгофы пересекли польскую границу через подготовленное сотрудниками ГПУ «окно». 16 августа в Минске все трое были арестованы и отправлены в Москву. Вместе с ними был задержан ещё один сотрудник Савинкова — Иван Фомичёв. Задержание происходило на квартире белорусского чекиста Иосифа Опанского. Его жена Валентина Опанская, сотрудница секретного отдела, производившая личный досмотр Любови Ефимовны, воскликнула при виде нижнего белья арестованной: «Как вы могли одеть это, идя в СССР? Вас же здесь любая женщина вычислит!» Любовь Ефимовна ответила: «Я выбрала самое плохое, что у меня было!».
18 августа группа Савинкова была помещена во внутреннюю тюрьму ОГПУ на Лубянке. 27—29 августа состоялся суд над Савинковым, который вынес ему высшую меру наказания, тут же заменённую десятилетним сроком лишения свободы. Любовь Ефимовна, которой было разрешено вести в тюрьме свой дневник, писала в нём в день приговора 29 августа 1924 года: «Я — единственный близкий Борису Викторовичу человек, который знает, что ожидает его сегодня. Все остальные узнают „после“». Но следующая запись Любови Ефимовны говорит о том, что Савинков догадывался о решении суда: «Борис Викторович входит в камеру. С ним надзиратель. „Вы не спите? Уже 3-й час ночи… Какая Вы бледная! Конечно, расстрел. Но суд ходатайствует о смягчении наказания“. Надзиратель приносит чаю. „Суд совещался 4 часа. Я был уверен, что меня расстреляют сегодня ночью“».
Савинкова содержали в исключительно комфортных условиях: ему было разрешено жить в одной камере с Любовью Дикгоф, писать и публиковаться, устраивать пресс-конференции для иностранной прессы, получать эмигрантские газеты, посещать под охраной московские театры и рестораны. Всё это было сделано с целью подготовить процесс над Савинковым в Советском Союзе с максимальной пропагандистской выгодой: в результате Савинков вынужден был признать свою вину и отречься от политической борьбы с большевизмом, к этому он призвал и своих политических сторонников за рубежом.
В письме Д. В. Философову в сентябре 1924 года Савинков писал: «Моё „признание“ Вас, конечно, поразило. Оно, наверное, повлияло на Вашу судьбу <…> Было ли бы лучше, если б я на суде говорил неправду, то есть защищал то дело, в которое верил уже только искусственно, подогреваемый совершенно фантастическими рассказами „приезжих“? <…> Никто ни меня, ни А. А., ни Л. Е. <Дикгоф-Деренталей> не „пытал“, не „мучил“ и даже не убеждал, и смерти я не испугался. Но одно дело умирать с твёрдой верой в душе, а другое дело давно сознавать, что ошибся и всё-таки настаивать на своём <…> И ещё вот что: я получил обещание, что все могут вернуться <…> Как я был бы счастлив, если бы вернулись Вы…»
Но к длительной пропагандистской роли Савинков готов не был, он с нетерпением ждал обещанного ему освобождения. Первой освободили Любовь Дикгоф. По одним данным, к суду она не привлекалась вообще, как и Александр Деренталь, но фигурировала лишь в качестве свидетельницы. Об этом, в частности пишет Василий Ардаматский в своём романе «Возмездие». По другим данным, ей было вынесено наказание в виде двух лет лишения свободы, но после восьмимесячного отбывания срока она была амнистирована.
Так или иначе, 9 апреля 1925 года, Любовь Ефимовна была выпущена на свободу. Ей и Савинкову было по-прежнему разрешено встречаться в его камере. Но постепенно Борисом Викторовичем начала овладевать депрессия, в день освобождения Любови Дикгоф он записал в своём дневнике: «Я остался один. В опустелой камере стало совсем грустно». В первые дни после освобождения Любовь Ефимовна также испытывает чувство растерянности. 11 апреля 1925 года в дневнике Б. В. Савинкова появилась запись: «Была Л. Е. Она потрясена своим освобождением, чужими людьми, неприткнутостью, самостоятельностью, тем, что у дверей не стоит часовой».
Своего освобождения он так и не дождался: 7 мая 1925 года он погиб при невыясненных обстоятельствах. По официальной версии, он покончил с собой, выбросившись из тюремного окна. Неофициальные версии не исключали того, что его выпадение из окна могло быть организовано чекистами. Ещё ничего не подозревавшая Л. Е. Дикгоф была вызвана к Ф. Э. Дзержинскому, и тот рассказал ей о смерти Савинкова. Писателю Василию Ардаматскому она вспоминала позднее: «Я схватилась за голову, закричала: „Убийцы вы!“ и выскочила из кабинета. Потом успокоилась, опять пошла к Дзержинскому и он мне рассказал, как погиб мой муж. Меня ввели даже в состав комиссии по расследованию обстоятельств его гибели. И в какой-то степени я им помогла». Виталий Шенталинский пишет, что спонтанные эмоции Любови Ефимовны выплеснулись на родном французском языке.
Она рассказала следствию историю, произошедшую с Савинковым не то в Париже, не то в Варшаве:

Однажды, вернувшись из поездки, мы остановились в гостинице, в номере на четвёртом этаже. Номер состоял из нескольких комнат. Я разбирала чемоданы, развешивала платья, а Борис был в другой комнате. Через время я его позвала. Он не откликается. Я зашла во вторую комнату — дверь на балкон открыта. Вхожу и вижу: схватился мой Боря за перила обеими руками и сидит. Я спрашиваю: «Боря, что с тобой?». А он: «Эмма, я страшно боюсь высоты». Это человек, который мог и в огонь, и в воду, а вот высоты боялся". — Андрей Василенко, «Парижанка Эмма Сторэ в Мариуполе»
Но версия выпадения Савинкова из окна по неосторожности так и не получила широкого распространения. По сведениям Любови Ефимовны, не вошедшим в роман Ардаматского, Савинков при падении из окна схватился за форточку, но она не удержала его, и он падал вместе с форточкой. Также, по её словам, заключённые третьего этажа тюрьмы слышали крик падающего Савинкова с просьбой о спасении. В последний раз Любовь Ефимовна видела Савинкова живым утром в день его смерти, и разговор с ним о её платьях и шляпках не предвещал его близкого конца.

### Тюремный дневник
Находясь в тюрьме на Лубянке, Любовь Ефимовна стала вести дневник. Это не был дневник в полном смысле слова: он был начат и закончен 29 августа 1924 года, вместе с тем он содержал подробное описание событий предшествовавших двух недель, начиная с 15 августа. Начало дневника представляло собой воспоминания о приезде в Польшу и о нелегальном переходе польско-советской границы савинковской группы. Виталий Шенталинский считает, что дневник представляет собой большую ценность, поскольку является источником для истории эволюции взглядов позднего Савинкова. Оригинал дневника написан автором по-французски.
«Эти дни запечатлелись в моей памяти с точностью фотографической пластинки. Я хочу их передать на бумаге, хотя цели у меня нет никакой», — писала Любовь Ефимовна в начале дневника. Месяц спустя дневник отредактировал и переписал начисто Б. В. Савинков, написав предисловие для иностранного читателя:

Этот дневник — не литературное произведение. Это простой и правдивый рассказ одного из членов нашей организации, арестованного вместе со мной и Александром Дикгоф-Деренталем. Госпожа Дикгоф-Деренталь силою вещей была очевидицей всего, что произошло в Минске и в Москве в августе этого года. События, о которых она говорит, разрушают много легенд. Я бы хотел, чтобы иностранный читатель, читая эти страницы, отдал бы себе хоть до некоторой степени отчёт в том, что в действительности происходило в России, — в той России, которая после разоривших её войны и Революции восстанавливается мало-помалу из развалин. Я бы хотел также, чтобы иностранный читатель научился хоть немного любить великий народ, который после всех испытаний находит в себе силы выковывать новый государственный строй, в основу которого он кладёт равенство и справедливость. Борис Савинков— Виталий Шенталинский, «Свой среди своих. Савинков на Лубянке», «Новый мир», 1996, №№ 7, 8
За столом остаемся мы трое: Борис Викторович, Новицкий и я. «Вестовой» приносит яичницу. Вдруг с силой распахивается двойная дверь из передней:

— Ни с места! Вы арестованы!

Входят [восемь или девять] несколько человек. Они направляют револьверы и карабины на нас. Впереди военный, похожий на корсиканского бандита: чёрная борода, сверкающие чёрные глаза и два огромных маузера в руках. Тут же в комнате «вестовой». Это он предал нас, мелькает у меня в голове, но в то же мгновенье я в толпе узнаю… Ивана Петровича! Новицкий сидит с невозмутимым лицом. Со стороны кухни появляются [вооруженные] люди. Обе группы так неподвижны, что кажется, что они восковые. Первые слова произносит Борис Викторович:

— Чисто сделано! Разрешите продолжать завтрак?

Красноармейцы с красными звёздами на рукавах выстраиваются вдоль стен. Несколько человек садятся за стол. Один, небольшого роста, с русою бородой, в шлеме, располагается на диване рядом с Александром Аркадьевичем. Он хохочет. Он хохочет так сильно, что содрогается всё его тело и колени поднимаются вверх.

— Да, чисто сделано… Чисто сделано, — повторяет он. — Не удивительно: работали над этим полтора года!..

— Как жалко, что я не успел побриться… — говорит Борис Викторович.

— Ничего. Вы побреетесь в Москве, Борис Викторович… — замечает человек в чёрной рубашке, с бритым и круглым спокойным лицом. У него уверенный голос и мягкие жесты.
Из этих слов становится ясно, что цель совместного труда была отчасти пропагандистской.
Любовь Ефимовна записала в мельчайших подробностях о том, как Савинков и его группа направились к границе, о болезни Александра Дикгофа-Деренталя, о решительности Савинкова при встрече с польскими пограничниками, не желавшими их пропускать, о людях, встретивших их на советской территории, о задержании в Минске, о реакции Савинкова и о последующей поездке в Москву на автомобиле. Дневник написан живым языком, его страницы полны бытовыми подробностями и передают обстановку, сопутствовавшую прибытию Савинкова в Советскую Россию:

Нас обыскивают… [Борис Викторович выходит из комнаты с завязанной головой. Это сделано для того, чтобы его не узнали на улице. 

— Но это самое лучшее средство для того, чтобы обратить на него внимание, — говорит Александр Аркадьевич. Как-никак, Борис Викторович — в роли современной «Железной Маски» — садится в один из автомобилей, ожидающих нас внизу…]— Виталий Шенталинский, «Свой среди своих. Савинков на Лубянке», «Новый мир», 1996, №№ 7, 8
В квадратных скобках текст, зачёркнутый Л. Е. Дикгоф. Она писала свой текст, осознавая, что он будет просматриваться чекистами. Когда она вышла на свободу, дневник ей не был возвращён, а остался в материалах следственного дела. Из дневника можно узнать, что Борис Савинков был помещён в камеру № 60, а Любовь Ефимовна в камеру № 55.
Наступил однообразный тюремный быт: электрический свет всю ночь, мешающий уснуть, мыши; утром метла для уборки камеры, уборная, завтрак, обед, ужин. Ей давали папиросы, в виде исключения молоко, белый хлеб и газету «Правда». Позднее возвратили часть личных вещей и дали возможность читать беллетристику. По ночам допросы. На допросах она созналась, что была членом «Союза защиты Родины и Свободы», «Русского политического Комитета», бюро антикоммунистической пропаганды «Унион», но фамилии контрреволюционеров называть отказалась. Она рассказала, что её с Деренталем квартира по адресу Гагаринский переулок, 23, служила в 1918 году московским штабом «Союза защиты Родины и Свободы». Ещё до окончания суда и до оглашения приговора ей было разрешено встречаться с Савинковым, но все их свидания, как всякая жизнь заключённых, не происходили наедине, а досматривались через глазок.
Значительная часть её записей составляют беседы с Савинковым. Они передают идейную эволюцию политика. Но её мысли посвящены не только Савинкову, но также и А. А. Дикгофу. Он, как и Любовь Ефимовна, на процессе не присутствовал, обо всём происходящем на суде она могла узнать только от самого Савинкова. После оглашения приговора Любовь Дикгоф окончательно переселилась в камеру № 60 к Борису Савинкову, где им и редактировался этот дневник. В ходе редакционной работы фамилии чекистов были изменены, чтобы не предавать их огласке в случае публикации дневника на Западе. Местом публикации была выбрана газета французских коммунистов «Юманите», но, скорее всего, дневник так и не покинул пределов Лубянки и не попал на Запад.

### После освобождения. Новый арест и ссылка

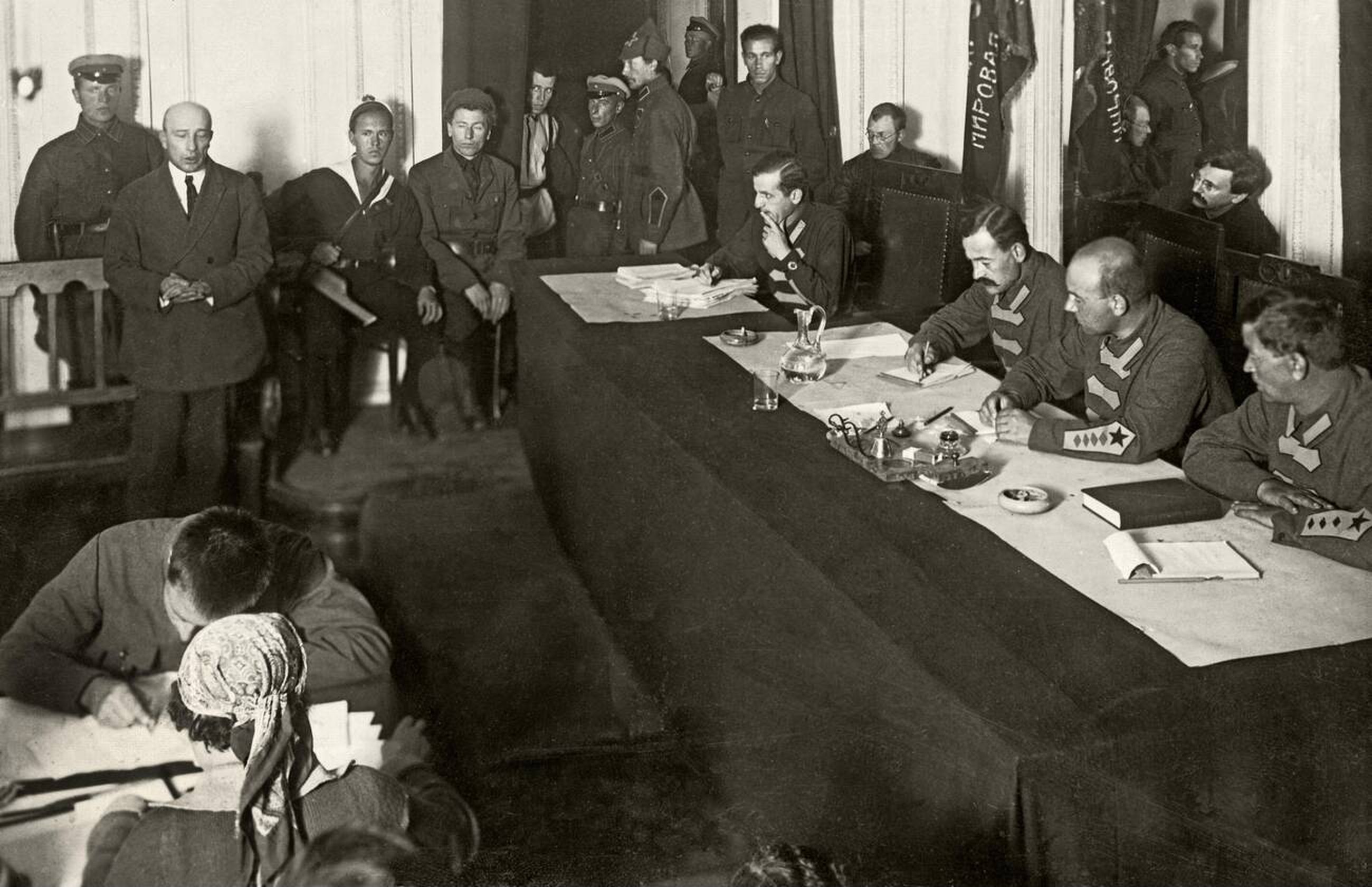
На процессе Б. В. Савинкова, 27—29 августа 1924 г. Председатель суда В. В. Ульрих

Для Любови Ефимовны сразу же после освобождения из тюрьмы чекистами была подыскана квартира на Арбате. Л. Е. Дикгоф была полностью амнистирована, работала в «Женском журнале», с декабря 1931 года по апрель 1935 года во «Внешторгиздате» при Наркомате внутренней и внешней торговли СССР в должности редактора французской литературы. Александр Дикгоф был освобождён только в ноябре 1925 года. По другим данным, он был освобождён ещё 1 апреля. Он также получил советское гражданство, работал в ВОКСе, писал либретто для популярных оперетт: «Фиалка Монмартра», «Сорочинская ярмарка» и других. Бывшие супруги после смерти Савинкова восстановили прежние супружеские отношения, но при получении советского паспорта в 1925 году Любовь Ефимовна вернула себе девичью фамилию. Отныне и до конца жизни она официально оставалась Эммой Ефимовной Сторэ.
В годы «большого террора» их вновь арестовали. Это произошло 26 декабря 1936 года. Особым совещанием при НКВД СССР 20 мая 1937 года Эмма была осуждена сроком на 5 лет с заключением в исправительно-трудовые лагеря. Приговор ей был оглашён 28 мая. Квалификация вины Эммы Сторэ в материалах её дела скупо оценивалась одной фразой: «по политическим мотивам». Ссылка на какой-либо конкретный закон Советского государства отсутствовала. Бывшая парижанка Эмма Сторэ как «социально-опасный элемент» была отправлена для отбывания срока в Севвостлаг (бухта Нагаева). Ходатайство её матери Мины Ивановны о помиловании дочери Л. П. Берия оставил «без последствий». Эмма Ефимовна была освобождена из заключения 12 мая 1943 года с последующим поселением в Магадане.
Меньше повезло её мужу Александру Дикгофу. 20 мая 1937 года ему также был оглашён приговор, в результате которого он был отправлен отбывать пятилетнее наказание в исправительно-трудовой лагерь на Колыму, но 2 марта 1939 года военной коллегией Верховного суда СССР А. А. Дикгоф был приговорён к расстрелу.
Отбыв пятилетнее наказание (а по сути шесть с половиной лет с момента ареста), Эмма Ефимовна продолжила своё пребывание в учреждениях Дальстроя МВД СССР. 8 января 1944 года она начала работу в поликлинике № 1 Санитарного управления в качестве медицинской сестры. Через полтора года она стала старшим медстатистом этой поликлиники. Ещё через полгода, в январе 1947 года, она уволилась из Дальстроя «в связи с выездом на материк». Но на самом деле летом 1947 года она начала работу в ЦНИИ—I того же самого Дальстроя в качестве и. о. заведующего технической библиотекой. Попутно она работала там же переводчиком и библиографом. В 1949 году она поднялась ещё на ступеньку выше и стала заведующей библиотекой. В библиотеках Магадана она работала до 1954 года, когда вышла на пенсию.
Однажды во время магаданской ссылки Эмма Ефимовна подверглась нападению местных хулиганов, которые сбросили её в глубокий котлован, в результате чего у неё оказалась повреждённой нога. Выбраться из котлована ей помогли только утром, но больная нога не давала ей свободно передвигаться до конца жизни.
С наступлением «хрущёвской оттепели» в Советском Союзе дела большинства незаконно репрессированных начали пересматривать, прошедших заключение в исправительных лагерях стали отпускать домой. Эммы Ефимовны это не коснулось. В 1958 году она предприняла самостоятельную попытку добиться реабилитации, но безуспешно. Ей удалось покинуть Магадан лишь в 1960 году в возрасте 63 лет без политической реабилитации.

### Последние годы. Смерть. Реабилитация
Уехав из Магадана, Эмма Сторэ отправилась в город Кимры, Калининской области, где прожила более года. Летом 1961 года она прибыла в Жданов (ныне Мариуполь) по приглашению супругов Таубе Брот и Я. Л. Окуня, с которыми познакомилась ещё в магаданской ссылке. Яков Окунь был выпускником Сорбонны, и на этой почве произошло сближение двух бывших парижан в далёком Магадане. Других близких и знакомых людей у неё на тот момент не было. Детей у неё также никогда не было. Она жила в Жданове в полной безвестности в крайней тесноте и со скудной обстановкой.
Изредка её посещал мариупольский сотрудник спецслужб П. И. Фёдоров, который по указанию КГБ познакомил в конце 1964 года престарелую женщину с писателем Василием Ардаматским, собиравшим материал для своего будущего документального повествования «Возмездие», опубликованного впоследствии в журнале «Нева» в 1967 году. Ардаматский смог разыскать Эмму Сторэ благодаря своим связям на Лубянке. Хозяйка ни за что не хотела принимать к себе непрошеного гостя: «Мне так уж надоели эти корреспонденты, писатели. Видеть их больше не хочу». <…> «А, все они одним миром мазаны. Они так несправедливо пишут о Боре, не понимают, что он мой муж, что мне больно всю эту ложь читать».
Тем не менее, несколько встреч Ардаматского и Сторэ состоялось. Несмотря на отсутствие полного взаимопонимания между писателем и Эммой Ефимовной работа над романом всё же началась, ему удалось также записать на магнитофонную плёнку беседы с Эммой Сторэ. Когда в «Литературной газете» был опубликован материал о романе Ардаматского «Возмездие», Эмма Сторэ была возмущена изображением Савинкова в виде контрреволюционера, о чём написала гневное письмо. Причина её возмущения состояла в том, что, по её мнению, Савинков был подлинным революционером и настоящим героем. К её голосу никто не прислушался. В 1968 году по роману Ардаматского «Возмездие» был снят художественный фильм «Крах» режиссёра Владимира Чеботарёва, в котором Эмма Сторэ могла увидеть саму себя в исполнении актрисы Алефтины Евдокимовой. Супруги Ардаматские, считая себя обязанными перед Эммой Ефимовной, присылали ей из Москвы французские духи и редкие по тем временам необходимые ей лекарства.
В начале 1969 года состояние её здоровья настолько ухудшилось, что она вынуждена была обратиться в местную администрацию о помещении её в дом инвалидов. Полиартрит рук и ног лишил её возможности передвигаться. Пока вопрос рассматривался в Донецком облсобесе, она умерла 8 мая 1969 года в своей комнате, которую снимала внаём. Похоронена на старом Новосёловском кладбище Жданова. Все её личные вещи и рукописи были уничтожены по настоянию самой Эммы Ефимовны незадолго перед её смертью. Оставшееся неуничтоженным было полностью уничтожено по распоряжению сотрудников КГБ. Таким образом, местонахождение её воспоминаний, над которыми она по свидетельству современников работала в последние годы, неизвестно.
В годы «перестройки» материалы её процесса так и не пересматривались. В 1990-е годы Эмме Сторэ посвятил несколько статей мариупольский краевед Лев Яруцкий. Формально вопросом о её реабилитации никто не занимался вплоть до 1997 года, когда инициативу по её реабилитации взял на себя мариупольский журналист Андрей Василенко вместе с председателем комиссии мариупольского горсовета по восстановлению прав реабилитированных граждан Г. М. Захаровой. Желаемой реабилитации Эммы Сторэ им удалось добиться 29 декабря 1997 года. Вместе с Эммой Ефимовной был реабилитирован её бывший супруг Александр Дикгоф.

## Загадка Эммы Сторэ. Черты характера
В романе Василия Ардаматского присутствует сцена, где Ф. Э. Дзержинский спрашивает чекистов, кто из савинковского окружения является наиболее опасным и влиятельным деятелем. В ответ на это он получает полушутливый ответ: «Если измерить это по степени влияния на Савинкова, как бы такой личностью не оказалась жена Деренталя». Роман Василия Ардаматского имел документальную подоплёку и основывался на подлинных фактах биографии Савинкова и супругов Дикгофов, переосмысленных в русле советской исторической традиции.
Роль Эммы Сторэ в жизни Савинкова оценивается биографами неоднозначно ввиду того, что некоторые факты её биографии до сих пор остаются невыясненными, а её тюремный дневник, который она вела на Лубянке в 1924 году, даже в 2001 году был опубликован с купюрами. Так, по информации Андрея Василенко, Эмма Сторэ родилась в 1896 году, поскольку об этом она сообщила на допросе следователю в Магадане в 1959 году. При оформлении её советского паспорта в 1925 году произошла ошибка, и год рождения был указан неверно — 1899, с такими паспортными данными она и прожила всю жизнь. Было ли сделано сознательно уменьшение Эммой собственного возраста, — остаётся неясным. То же касается времени выхода замуж за А. А. Дикгофа. А. Василенко предполагает годом замужества 1917. Генрих Иоффе пишет, что свадьба состоялась в 1912 году. Лев Яруцкий со ссылкой на Виталия Шенталинского указывает годом замужества 1914 год.
Так же остаётся неясной роль Эммы Сторэ в деле поимки Савинкова советскими спецслужбами в 1924 году. По некоторым данным, Любовь Дикгоф могла быть завербованной ГПУ и стать, таким образом, виновницей провала миссии Бориса Савинкова в СССР в ходе операции «Синдикат-2». По этой информации, Генрих Ягода утверждал, что Савинкова удалось заманить в СССР «благодаря одной очень красивой женщине, работающей на ГПУ». Крайне предусмотрительный и недоверчивый Савинков, имевший двадцатилетнюю практику конспирации, без влияния Любови Дикгоф не согласился бы на такой необдуманный поступок.
Слова Ягоды были сказаны в беседе с американским журналистом Уильямом Ресвиком (William Reswick). Лев Яруцкий считает такое мнение помощника Дзержинского провокацией. По словам Ягоды: «эта сотрудница имела несчастье влюбиться в него <Бориса Савинкова> и потребовала „гонорар“: разрешение провести несколько ночей в камере № 60». В конце концов сотрудникам ОГПУ пришлось уступить. «Вот до какого гуманизма дошёл советский режим, предпочитающий тюрьмы без решёток!»
Лев Яруцкий отмечает, что Любовь Дикгоф и Бориса Савинкова объединяли глубокие и сильные чувства, Эмма Сторэ искренне и преданно любила, а Борис Викторович отвечал взаимностью. Дневниковые записи этого периода полны упоминаний Любови Ефимовны: «Расставил шахматы и стал играть партию Капабланка — Алехин. И, как живая, встала Л. Е.» «Боюсь за Л. Е.» «У меня на столе пушистая верба: спасибо Л. Е.» «Л. Е. не пришла…» «Ландыши, которые принесла Л. Е., уже отцвели». «Себя мне не жаль, но жаль её. Её молодость со мной проходит в травле, нищете, потом в тюрьме, потом в том, что есть сейчас…» «Когда она писала и делала чернильные пятна на скатерти, я сердился. А теперь я с удовольствием смотрю на них. Как бы частица её…» «В конце концов, всё-таки самое ценное в жизни — любовь».
По этой причине Любовь Ефимовна не могла играть роль двойного агента и предателя Савинкова. Провокация Ягоды имела целью очернить ближайшее окружение Савинкова, перессорить его сторонников между собой, скомпрометировать супругов А. А. и Л. Е. Дикгофов и отсечь их в дальнейшем от белой эмиграции. Скандал с мнимым сотрудничеством с ГПУ доставил Любови Ефимовне много страданий.

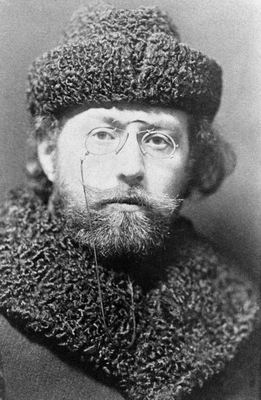
Михаил Петрович Арцыбашев

Слухи о преждевременном освобождении Любови Дикгоф и её сотрудничестве с ОГПУ достигли эмиграции и вызвали негативную реакцию в эмигрантской среде. Так газета «За свободу», редактором которой был друг Савинкова Д. В. Философов, поместила очередную заметку писателя М. П. Арцыбашева «Воспоминание» из цикла «Записки писателя». 31 марта Савинков написал сразу два открытых письма. Отповедь Михаилу Арцыбашеву по форме напоминала вызов на дуэль:

Господин Арцыбашев, Вы напечатали в «За Свободу» статью «Записки писателя. XLVIII». Вы пишете о людях, которых видели, по собственному признанию, один раз в жизни, и награждаете их разными качествами по своему усмотрению. Едва ли это достойно Вас. Но Вы не ограничиваетесь этим: Вы обвиняете Л. Е. Деренталь и А. А. Деренталя в том, что они предали меня. Чтобы обвинять кого-либо, да ещё печатно, в предательстве, надо иметь неопровержимые доказательства. У Вас их нет, и Вы знаете, что быть не может, ибо Вы сознательно лжёте. Лжецов бью по лицу. Буду жив, ударю.— Лев Яруцкий, «Вдова Бориса Савинкова жила и умерла в Мариуполе».
Михаил Арцыбашев видел до этого Любовь Дикгоф один раз на прощальном ужине в Варшаве, устроенном Савинковым 12 августа 1924 года. В статье, вызвавшей возмущение Савинкова, он действительно описывал её несколько неприязненно: «Высокая, чёрная и худая, хотя небогато, но с парижским шиком одетая мадам Деренталь сидела молча, поставив на стол острые локти тонких рук, увешанных слишком большими и слишком многочисленными браслетами. Она, казалось, внимательно и осторожно следила своими мрачными, чёрными еврейскими глазами за всеми нами, по преимуществу — за самим Савинковым. Можно было подумать, что она боится какой-нибудь неосторожности с его стороны…» Когда Михаил Арцыбашев спросил на прощанье Любовь Ефимовну, не страшно ли ей, женщине, ехать в Россию, она невозмутимо ответила: «Я привыкла ко всему».
Второе открытое письмо предназначалось Дмитрию Философову. Савинкова и Философова связывала давняя дружба и многолетняя совместная работа в созданном ими Народном союзе защиты Родины и Свободы. Тем больнее был его открытый вызов бывшему другу:

Господин Философов, (…) Вы, один из редакторов «За Свободу», напечатали статью Арцыбашева «Записки писателя. XLVIII», которая содержит обвинение Любови Ефимовне и Александру Аркадьевичу в том, что они меня предали. Вы, господин Философов, не можете не знать, что это ложь и что Любовь Ефимовна и Александр Аркадьевич разделили со мной мою участь. Значит, Вы сознательно приняли участие в новой, ещё худшей клевете. Политическая ненависть не оправдывает такого рода поступков. Как они именуются — Вы знаете сами. Рано или поздно Александр Аркадьевич и я с Вами сочтёмся. Вы предупреждены.— Лев Яруцкий, «Вдова Бориса Савинкова жила и умерла в Мариуполе».

Дмитрий Философов

Кроме Савинкова своё «Открытое письмо Арцыбашеву» написала и сама Любовь Ефимовна. Это было сделано за несколько дней до выхода из Лубянской тюрьмы 3-4 апреля 1925 г. Письмо было опубликовано в газете «За свободу» вместе с ответом Арцыбашева Савинкову и Любови Дикгоф («Мой ответ»). Михаил Арцыбашев ответил на все аргументы Любови Ефимовны и предложил ей в ответ прислать в редакцию газеты «За свободу» материалы с опровержением факта её предательства, с тем чтобы он «мог бы прийти к окончательному и твёрдому выводу». При этом Арцыбашев обещал публикацию таких материалов в газете и публичное признание в своей ошибке, если такие факты окажутся неопровержимыми. Смерть Савинкова оборвала дальнейшее публичное выяснение отношений.
Версию предательства Дикгофов разделяли также и некоторые польские друзья Бориса Савинкова, например: К. М. Вендзягольский. В качестве другого аргумента против версии сотрудничества с ОГПУ Яруцкий называет то, что Любовь Ефимовна настаивала на законных отношениях с Савинковым, положение обычной любовницы её не устраивало. Если Василенко со ссылкой на работу «Борис Савинков на Лубянке» под редакцией профессора А. Л. Литвина пишет, что Эмма стала любовницей Савинкова в 1919 году, то Яруцкий приходит к выводу о том, что их медовый месяц начался лишь на Лубянке: «Это должно было состояться в Париже, где Л. Е. настаивала на официальной регистрации брака, но случилось в камере № 60 внутренней тюрьмы на Большой Лубянке. Здесь Любовь Ефимовна о формальностях уже не заикалась. Может быть, она утешилась тем, что их брак благословляет дух патриарха всея Руси Тихона, который до них был заключён большевиками в эту же нестандартную камеру № 60».
Ещё ранее в работе «Б. Савинков и В. Ропшин» (1990) к подобному выводу пришёл литературовед Дмитрий Жуков. Виталий Шенталинский одной из возможных причин самоубийства Савинкова называет разочарование в своих друзьях, ставших врагами, политических союзниках и даже в любимой женщине, поскольку в будущем она, по его предположению, может предпочесть ему вольную жизнь.
Зинаида Гиппиус выделяла в Любови Ефимовне чисто женские качества: розовый пеньюар и обилие цветов в доме, запах духов… «Типичная парижанка, преданная мне до могилы», — так отозвался о своём секретаре в разговоре с Зинаидой Гиппиус сам Савинков.
Люди, знавшие Эмму Сторэ в преклонном возрасте отмечают, что она была интересным собеседником, жившим преимущественно духовными интересами, хотя и довольно непростым человеком. Она избегала разговоров о себе, о своём здоровье, но при этом внимательно относилась к окружающим. До последних дней она сохранила интерес к своей родине, читала, за неимением других в Советском Союзе, французские коммунистические издания «Юманите» и «Юманите диманш», по ним следила за новинками французской моды. Несмотря на старческую полноту, она сохранила прежнее обаяние. Она с достоинством держалась при сотрудниках КГБ, а с людьми, представлявшимися коммунистами, но приходившими к ней лишь с целью поспорить, она вела себя твёрдо: «Вот такие, как вы, и погубили моего Борю».

## Киновоплощения
- В фильме «Крах» 1967 года режиссёра Владимира Чеботарёва по роману Василия Ардаматского «Возмездие» роль Любови Дикгоф сыграла актриса Алефтина Евдокимова
- В шестисерийном фильме «Синдикат-2» 1981 года режиссёра Марка Орлова роль Любови Дикгоф исполнила актриса Наталья Фатеева.